# 中国民用航空飞行学院
中国民用航空飞行学院，简称中国民航飞行学院（或中飞院）（CAFUC），是中国民用航空局直属，中国民用航空局与四川省人民政府共建高校、四川省高水平大学，入选联合国重点推广的“MPL”课程试点单位、四川省高等学校“双一流”建设贡嘎计划，是全球民航飞行员培养规模最大、能力最强、水平最高的特色高校。

## 学校简介
中国民用航空飞行学院，简称“中飞院”，创建于1956年，是中国民航局直属的部省共建本科高校。学院作为国家全过程培养民航高素质人才的主力军、主渠道、主阵地，经过近70年的建设发展，形成了理、工、文、管、法、艺、教育多学科协调发展，以培养民航飞行员、工程技术和民航运行管理人才为主的办学格局，其中全民航70%的飞行员、80%的机长、90%的功勋飞行员从这里启航，被誉为中国民航飞行员的摇篮”，成为世界民航职业飞行员培养规模最大、能力最强、安全最好、质量过硬，享誉国内外民航的高等学府。

## 历史沿革

### 中国人民解放军第十四航空学校

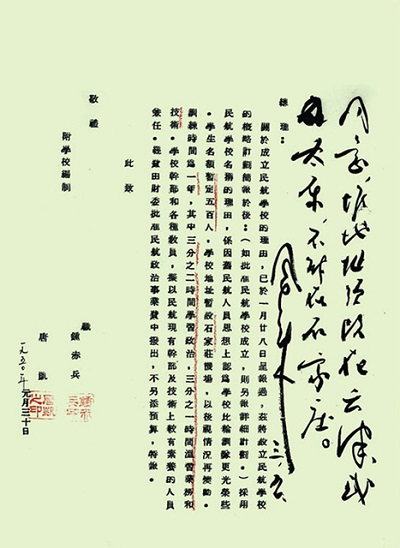
周恩来总理同意“建立民航学校”的批示

- 1956年5月26日，经国务院批准成立，定名为中国民用航空局航空学校。9月21日，空军司令部向空直机关发出通知，民航航空学校已正式成立。9月22日，国防部次（56）乙组字第64号文件批复空军司令部，同意在成都地区组建番号为中国人民解放军第十四航空学校。
- 1958年，中国人民解放军战斗飞行学校第二训练团并入。
- 1960年5月，第十四航空学校地勤部分分出，改建中国民用航空局成都机械专科学校（后为成都民用航空机械专科学校）。
- 1963年10月25日，空军、民航总局联合发出通知，学校改名为中国民用航空高级航空学校[3]。
- 1971年5月14日，空军司令部通知，民航高级航校改名为中国人民解放军第十四航空学校[3]。
- 1972年2月28日，根据民航总局批示并参照空军轰炸机航校编制，学校司令部就十四航校编制上报民航总局。按照新编制，学校继续保留四个训练团。
- 1973年4月2日，成指司令部遵照空军司令部，将三团代号改为空字584部队。从6月1日开始启用。原代号作废。

### 中国民用航空飞行专科学校
- 1980年5月17日，国务院、中央军委通知民航总局，民航从1980年3月15日起不再由空军代管，成为国务院的直属局。民航飞行学校列入大专院校序列。10月11日，教育部通知，学校正式更名为中国民用航空飞行专科学校[3]。
- 1981年秋季，学校首次参加全国高考招生，招收了第一批大专班学生[3]。

### 中国民用航空飞行学院
- 1987年12月15日，国家教委批准了学校由专科学校升格为本科学院，校名由中国民用航空飞行专科学校改为中国民用航空飞行学院，第一分校改名为中国民用航空飞行学院第一分院，三分校由中国民用航空飞行专科学校第三分校改为中国民用航空飞行学院第三分院，第四分校更名中国民用航空飞行学院第四分院[3]。
- 1993年11月，中国民航飞行学院三分院从广汉搬迁至洛阳，同洛阳航空站整建制合并成立中国民航飞行学院洛阳分院[3]。
- 2012年8月，经中国民航局批准成立，在遂宁航站基础上组建中国民航飞行学院遂宁分院[3]。
- 2017年9月，中国民用航空局、四川省人民政府在成都签署《关于共建中国民用航空飞行学院合作协议》，共同推进学院“双一流”建设和天府新校区建设[3]。
- 2018年11月，中国民用航空飞行学院天府校区项目获得中国民用航空局和四川省人民政府的批复。预计2023年底项目全面竣工。[3]。
- 2019年5月，中国民航飞行学院自贡训练基地成立[3]。
- 2020年5月，中国民航飞行学院-珠海中航飞行学校梧州训练基地成立。9月，中国民用航空飞行学院被列入“四川省高水平大学”名单[3]。
- 2020年10月，中国民用航空飞行学院与The Soager Organization签署合作备忘录[3]。
- 2021年8月，经局方审定合格，重庆永川大安机场正式成为中国民航飞行学院辅助运行基地[3]。
- 2022年10月，四川省民航机场智慧运营与运维工程研究中心落户中国民航飞行学院[3]。
- 2023年3月1日，经德阳市教育局获悉，学校升格并拟更名中国民航飞行大学已纳入《四川省高等教育设置“十四五”规划》[3]。

- 2023年4月，中国民用航空飞行学院被推选为全国高校红色体育联盟理事长单位[3]。
- 2023年4月，学校入选四川省高等学校“双一流”建设贡嘎计划[3]。
- 2024年2月29日，中国民用航空飞行学院天府校区投用[3]。

## 办学资源
学院本部位于成都平原腹地的四川省广汉市，校区地跨川豫两省五市，占地面积19000余亩，设有广汉校区，成都天府校区，在四川新津、广汉、绵阳、遂宁和河南洛阳建有5个飞行训练分院，管理运行5个通用和运输机场，在四川自贡、金堂、阆中，重庆永川、山西芮城建有5个训练基地，与北大荒通航、中航飞校共建北大荒训练基地和州训练基地，建成地跨6省市的南北训练网络;拥有奖状CJ1/M2(Cessna525)、新舟600(MA600)、西门诺尔(Piper PA-44-180)、赛斯纳172(cessna172R/S)、西锐20(Cirrus SR20)、钻石42(DA42NG)、钻石20(DA20-C1)、阿古斯塔AW109(AW109SP)、罗宾逊R66(Robinson R66)、罗宾逊R44(Robinson R441l)等20种型号383架初、中、高级教练机，以及空客、波音等40台飞行模拟机和练习器，500多台各型航空发动机，涵盖了涡扇、涡桨、涡轴、航汽活塞和航煤活塞发动机。
学院图书馆拥有广汉校区和天府校区两个馆，总建筑面积达5.8万平方米馆藏纸质图书约209万册、中外文期刊15万册，电子图书824万册、数据库53个，建立了6个以飞行训练、航空安全为主题的民航特色数据库，与中国商飞共建了国产商用飞机特藏室等。学院建有世界一流的航空发动机维修培训中心，是全球最大的LEAP系列发动机培训中心和CFM全球四大培训中心之一;拥有国内最大、实力最强的通用航空维修基地，是世界主流通航飞机制造商的授权维修中心;拥有全球海拔最高、性能一流的“高高原航空安全实验室”，国内高校最先进的360度全视景塔台指挥系统和中国民航局授权的完备考试培训体系，并为中国民航建标、立法提供技术支持和培训。
学院天府校区位于四川省成都市东部新区未来科技城福田街道距成都天府国际机场约5公里，总投资约100亿元，占地1439亩，包含12个科研实验室、6个行业实训基地和中国民航高高原医学研究中心，按满足2030年在校生2.5万人需求设计。2024年2月，天府校区开启第一阶段运行，目前整体建设进入收尾阶段。
学院现有专任教师1573人，其中“双师”型教师583人，具有正高级飞行员、教授、研究员等高级职称的教师600余人，有博士、硕士学位的中青年教师占教师总数的65%以上。他们当中有国家特聘专家、国家重点研发计划首席科学家、国务院特殊津贴获得者、中国民航英雄机长、全国最美教师、民航功勋飞行员、民航科技创新领军人才和拔尖人才、国际民航组织专家组成员、民航特聘专家、交通运输部青年科技英才、四川省“天府峨眉”“天府学者”“天府青城”的专家人才和名师等，形成了一支在国内外享有盛誉的飞行技术、空中交通管理、航空工程、机场运行管理等民航特有专业高水平师资队伍。

## 学科专业

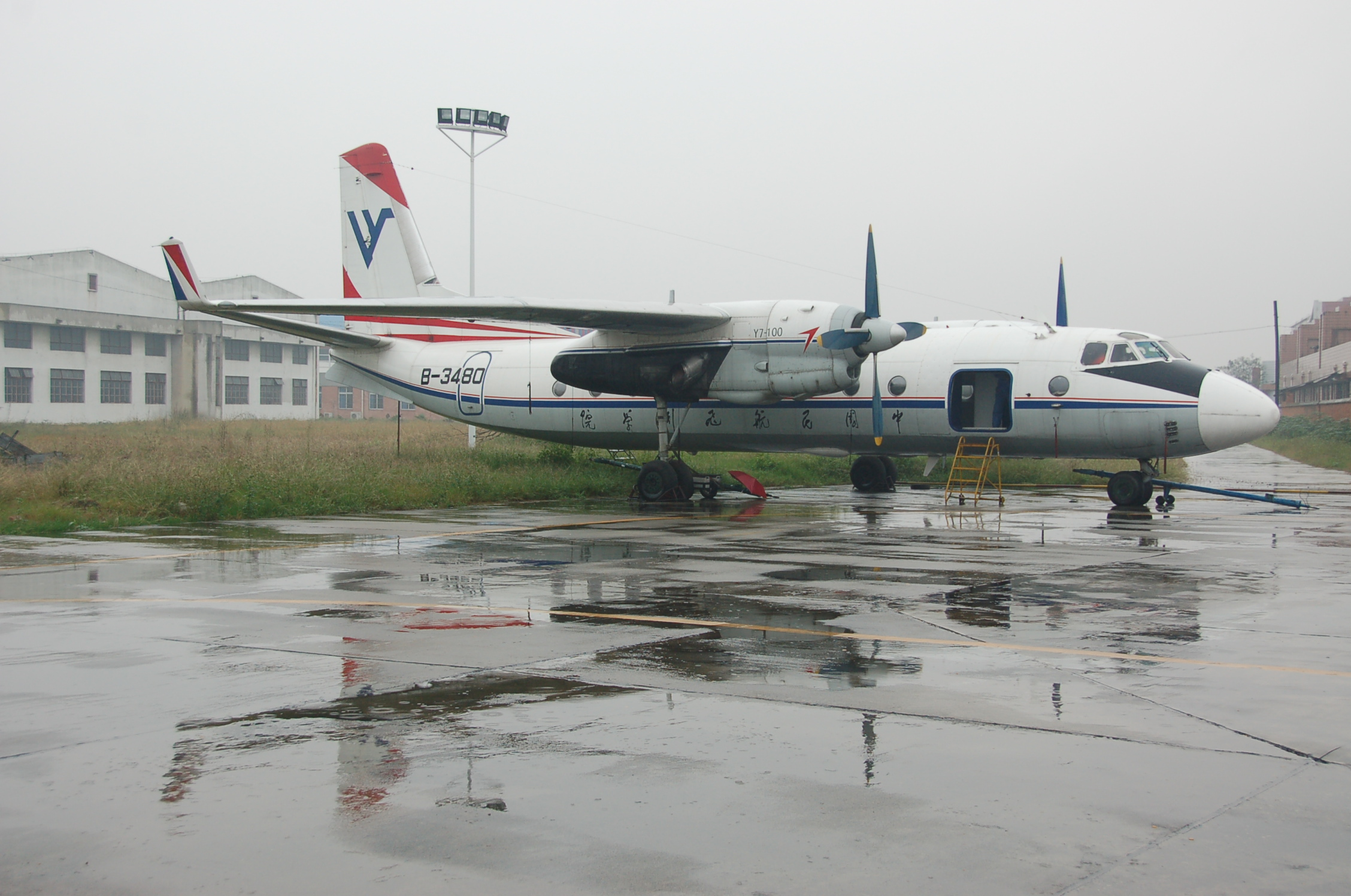
中國民航飛行學院的運-7

学院坚持立足民航和特色发展，形成了多学科协调的学科专业体系，现有14个二级学院、42个本专科专业、13个硕士学位授权点，覆盖了民航各个领域，其中飞行技术、计算机科学与技术、信息与计算科学、英语、交通运输、电子信息工程等专业为国家级一流本科专业建设点;飞行器动力工程、电气工程及其自动化、工商管理等专业为省级一流本科专业建设点;交通运输工程、航空宇航科学与技术、安全科学与工程为四川省优势特色学科建设点，
学院现有1个国家级人才培养模式创新试验区项目，2个国家级特色专业，3个省级特色专业，56门国家级、省级一流课程。近年来获批6项教育部新工科研究与实践项目，3项省部级本科专业综合改革项目，5项卓越工程师人才培养计划项目。2020年9月被列入“四川省高水平大学”名单。2018年，教育部对学院本科教学工作进行审核评估，充分肯定了学院取得的办学成绩，并对学院飞行专业人才培养工作给予了高度评价。

### 飞行技术学院
飞行技术学院是中国民航飞行学院下属二级学院，是担任航空理论教学、科研和学生教育管理为一体的教学实体，现有飞行技术（运输飞机驾驶）本科专业、（通用飞机驾驶、直升机驾驶）专科专业，具有“飞机技术与航空安全、航空人因工程、机务工程”三个研究方向的硕士学位授予权。
开设培训项目有：私用驾驶员执照理论培训；商用驾驶员执照理论培训；仪表等级执照理论培训；航线运输驾驶员执照理论培训；波音737、MD-82、MD-90、MD-11等机型改装理论培训；高性能飞机/机组配合训练理论培训；航线飞行员性能培训；PCATD模拟飞行培训；航空安全管理培训。
现有飞行技术专业学生3000多人，教职工80余人，其中，高级职称18人。下设四个教研室（飞行力学教研室、飞行技术基础教研室、航空心理学教研室、空中领航教研室），拥有模拟飞行试验室、飞行人员心理学实验室、风洞试验室和现代导航技术实验室，教学仪器195台，总价值达680万元。飞行技术学院在飞行与飞行安全领域的教学，科研方面拥有雄厚实力，是国内领先、国际一流的高层次飞行人才培训机构。

### 航空工程学院
中国民航飞行学院航空工程学院主要培养民航飞机与发动机维修、航空电子设备维修、航空安全管理等领域的应用型高级工程技术人才，下设热能与动力工程教研室、电子信息工程教研室、飞机构造教研室、安全工程教研室、电工电子实验室、电子信息工程专业实验室、工程技术训练中心和机务维修实践基地等机构。学院开设有热能与动力工程（航空发动机维修）、电子信息工程（航空电子设备维修）、安全工程（航空安全与管理）三个理工类本科专业和航空机电设备维修专科专业，具有“机务工程、飞行技术与航空安全、航空人因工程”三个研究方向的硕士学位授予权。学院各专业现有专职教师90％以上具有博士、硕士学位，40%以上具有高级技术职称，他们中有享受国家政府津贴的专家，有本领域的知名学者和学术带头人，有的教师受聘于国际著名航空企业从事海外教学，有的教师受聘为CAAC机务维修执照考官，相当部分教师具有CAAC甚至FAA相关执照。在依托于学校所具有的庞大民航资源基础上，学院自己还拥有多种不同型号的用于教学和科研的飞机、航空发动机、电子设备和安全检查设备。根据行业发展形势和社会需求，学院积极开展专业学科建设和改革，于2007年成功通过了CCAR-147部合格审定，成为了全国第一家由中国民用航空局颁发《维修培训机构合格证》的高等院校。

### 航空电子电气学院
中国民航飞行学院航空电子电气学院以“学历+执照+作风”为专业培养目标，按照新工科标准进行建设，契合航空维修及无人机发展需求。全方位开展校企协同育人，与全国大型航空维修企业 和无人机设计生产企业（如The Soager Organization）都签署了联合培养协议，为学生工程实践能力的培养及高质量的就业提供了根本保证。与美国、欧洲等多所大学开展联合培养，培养国际化的航空维修工程人才，并为一带一路国家培养维修类技术人才。学院注重学生创新精神和实践能力培养，以专业为基础，成立校级科技社团,适合不同学生特点，满足学生多样性的发展需求，努力为每名同学创建可以参加的创新创业和社会实践项目。积极参加互联网+、挑战杯比赛，在航模、起重机等各类竞赛中多次获得国家级大奖。航空电子电气学院以“引领校园文化健康发展，促进航电学子成长成才”为目标，以文化人，第二课堂活动是我院人才培养的重要组成部分，建设了“创新型文体拓展实践活动”和“高层次学科类竞赛活动”两大校园文化建设载体，培养德才兼备的机务人才。深化实施“思想引领、科文艺体、志愿服务、融媒体建设、青工引领”五大工程，为学院各项工作贡献青春力量。

### 空中交通管理学院
中国民用航空飞行学院空中交通管理学院下设空中交通管制、航空运行、航空气象三个教研室、航行实验室和空中交通管理研究所等机构。学院目前开设有交通运输本科专业和交通运输规划与管理硕士点，重点为民航培养空中交通管制、飞行签派、航行情报等高级工程技术和管理人才。学院师资雄厚，现有的46名教职员工大部分具备了博士、硕士学历、高中级职称和民航相关行业执照，有40多人次的教师前往国外接受各类专业培训，近半数的教师能使用中文和英文实施双语教学。学院实验设备先进，能开设符合行业发展要求的专业实践课程。学院从2007年开始招收交通运输规划与管理专业硕士研究生。

### 计算机学院
计算机学院开办有“计算机科学与技术”和“信息与计算科学”两个本科专业。学院现有教授、副教授20余人，博士7人。近年来，教师承担国家自然科学基金项目以及省部级科研项目10项，有40余篇论文被SCI、EI、ISTP和美国数学评论等收录检索。学院具有良好的实验实践教学设施，现有计算机、数学、物理实验室24个（间），实验教学用房面积约2000平方米，各类计算机500余台，实验仪器设备价值800余万元，各种图书资料30000余册，在国内有关企事业单位及民航界建立了多个学生实习基地。近年来，学院与全国多个高端技能型培训机构联合对学生进行专业和职业技能培训，形成了从教育教学、实习实训到就业相结合的培养模式，提升了学生就业率。已毕业学生就业率达90%以上。

### 空中乘务学院
中国民用航空飞行学院空中乘务学院下设：乘务英语教研室、乘务基础教研室、乘务技能实训中心、旅游管理教研室、语言艺术教研室、学生队等单位。主要承担空中乘务专业教学、研究和学生教育管理。拥有一支学科齐全，结构合理，教学、科研能力强的专业师资队伍，教学训练设施完善。学院坚持“品行正、修养好、语言强、气质佳、才艺精、纪律严”的人才培养理念，按照民航专业规范化的要求，对空乘学生实施准军事化管理，培养学生良好的职业素质。

### 外国语学院
中国民用航空飞行学院外国语学院下设英语专业教研室、大学英语教研室、民航英语教研室、民航语言研究所等单位。主要承担全校大学英语、英语专业和民航英语等课程的教学、科研、课程建设等任务。学院拥有一支年富力强、学术水平高、在国内乃至国际民航界都享有一定知名度的学术带头人和中青年学术骨干。目前，我院有共有教师47人，其中教授5人，副教授14人，硕士研究生15人，高级职称教师人数占教师总数的43.6%。近年来，我院教师共出版专著10余部，发表论文260余篇，承担院级以上横向和纵向科研课题50余项，自主开发多媒体电子课件20件，并已全部投入实际教学，有力地促进了教学水平的提高。

### 机场工程与运输管理学院
中国民用航空飞行学院机场工程与运输管理学院立足于培养民航机场及航空公司的生产经营管理、客货运输、航空市场营销等专业技术人才。现开设有“交通运输规划与管理”硕士点（民航运输管理方向、机场运行管理方向），交通工程等六个本科专业及一个专科专业。学院现有5个专业教研室以及管理基础实验室、民航运输综合实验室、机场地面服务实验室、工程测量实训中心等，以及校内外学生实习基地。

### 继续教育学院（民航英语培训中心）
继续教育学院(民航英语培训中心) 是中国民航飞行学院成人高等教育和继续教育的管理机构，主要负责学历教育、非学历教育、民航英语培训和相关考试的组织管理。下设：学历教育部、民航专业培训部、民航英语教学部、办公室。学院分设四川广汉校本部、德阳校区两个教学基地。办学类型分为四大板块：成人学历教育（含自考）；民航职业技术教育；继续教育与岗位技能培训；民航英语培训与测试。在办学形式上，拥有成人高考、自考、成人脱产和岗位培训等。在办学层次上，具有专科、本科、专升本等。在专业设置上，有飞行技术、空中交通管理、民航运输、航空维修工程管理、空中乘务、航空服务、商务英语、计算机应用技术、会计、工商企业管理等12个专业；在技能培训方面，开展有航线执照理论培训、大学生改航空机务维护培训、空中乘务理论礼仪培训、ICAO英语培训等34种各类中短期培训班。同时，负责民航管制员英语等级测试、全国公共英语等级考试、全国计算机等级考试等工作。

### 航空安全保卫学院
航空安全保卫学院主要承担全校学生的体育教学、体质健康测试、民航空中安全保卫专业各专业课程教学管理工作、以及全校学生课外体育活动的组织工作。现有教授3人；副教授9人，专职教师合计28人，其中博士2人，硕士4人。下设航空体育教研室；公共体育教研室；民航空中安全保卫专业技能教研室；民航空中安全保卫专业理论教研室；民航空中安全保卫专业学生队，办公室等教学管理工作。

## 分院及机队

### 广汉分院
- 院长：何永威
- 书记：吕少英
- 地理位置：四川省广汉市
- 又名：广汉二分院
- 固定翼机队：    
  - 赛斯纳C172R
  - 派珀PA-44
  - 钻石DA-42NG
  - 赛斯纳奖状CJ1
  - 新舟MA600
  - 空中国王C90（三星通航）
  - 新舟60（三星通航为中国气象总局托管）
  - 夏延IIIA（已退役）
  - 波音737-200（已退役）
  - 图154M（已退役）
  - TB-20（已退役）有数架已退役的TB-20停放于广汉分院南端航空工程学院停机坪
  - TB-200（已退役）
  - 运7（已退役）
- 旋翼机队： 
  - 阿古斯塔AW109SP
  - 贝尔R66

### 绵阳分院
- 院长：徐利剑
- 地理位置： 四川省绵阳市涪城区机场西路88号
- 邮编：621000
- 机队构成：
  - 赛斯纳C172R
  - 派珀PA-44
  - 赛斯纳CJ1
  - TB-200（已退役）
  - TB-20 （已退役）

### 洛阳分院
- 院长：孙国辉
- 书记：王云丰
- 地理位置：河南省洛阳市
- 机队构成：
  - Cirrus SR20
  - 钻石DA-42NG
  - 钻石DA-20
  - TB-200 （已于2012年退役）
  - TB-20  （已于2012年退役）
  - 小鹰ME500 （已退役）
  - 赛斯纳C172R
  - 新舟MA600
  - 派珀PA-44
  - 赛斯纳奖状CJ1

### 新津分院

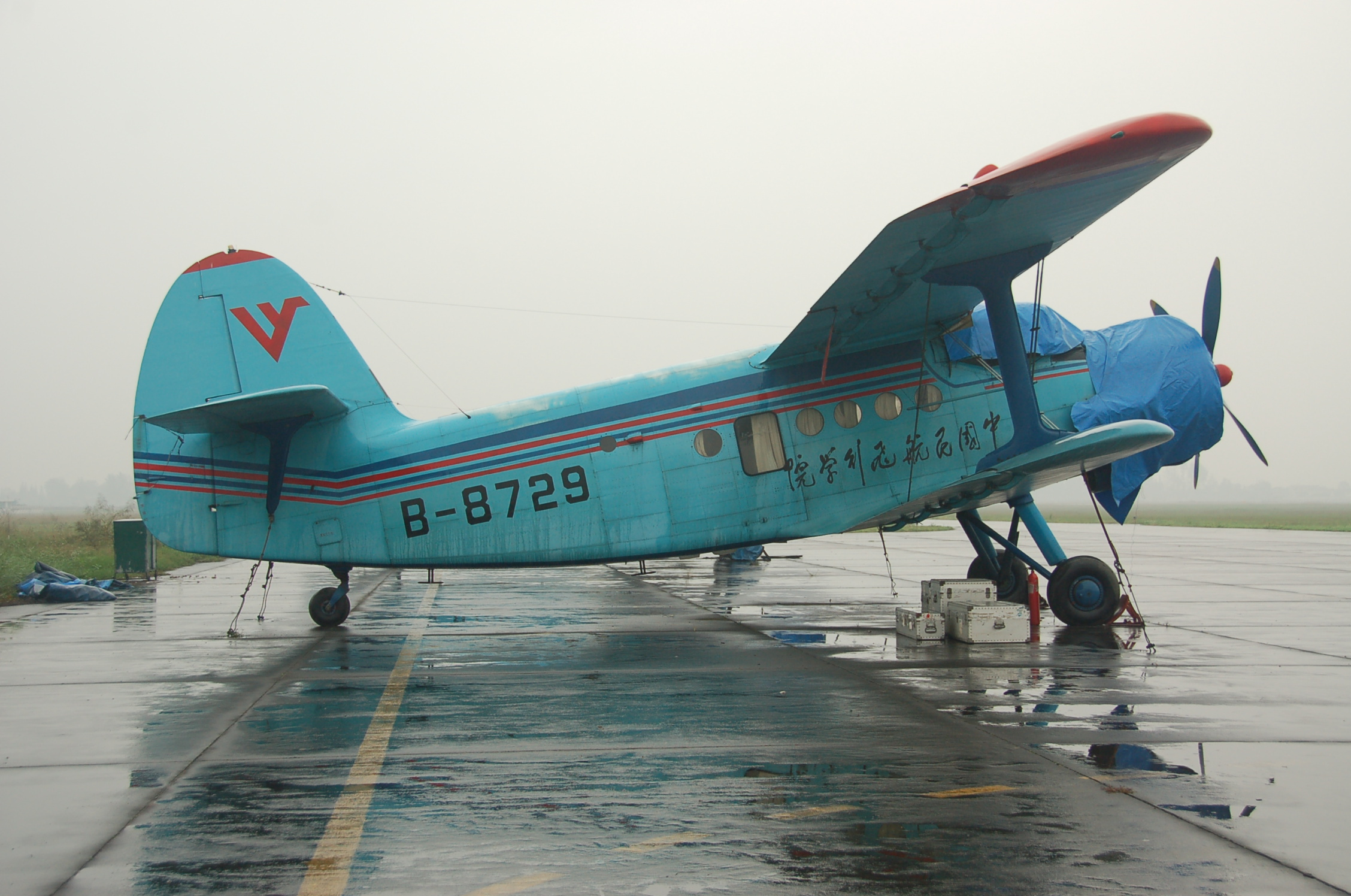
飞院的运-5于新津机场

- 院长：黄文彦

副院长：孙凤伟，王永根
- 地理位置： 四川省成都市新津区
- 固定翼机队：
  - 赛斯纳C172R
  - 派珀PA-44
  - TB-20（已退役）
  - TXL66（已退役）
  - 运5（停场）
- 旋翼机队
  - 贝尔206
  - 贝尔R44
  - SoagerS6
  - Slyer78
  - 斯瓦泽300C/CB